# Bruno Ateba Edo
Bruno Ateba Edo SAC (ur. 20 listopada 1964 w Zoetelé) – kameruński duchowny katolicki, biskup Maroua-Mokolo od 2014.

## Życiorys

### Prezbiterat
Święcenia kapłańskie otrzymał 8 lipca 1995 w zgromadzeniu pallotynów. Po kilkuletnim stażu duszpasterskim odbył w Niemczech studia licencjackie z teologii pastoralnej, a po powrocie do kraju został rektorem pallotyńskiej szkoły teologicznej w Jaunde. W 2008 został wybrany przełożonym regionalnym zgromadzenia.

### Episkopat
5 kwietnia 2014 papież Franciszek mianował go biskupem ordynariuszem diecezji Maroua-Mokolo. Sakrę otrzymał 17 maja 2014.